# Ленчин (Любуське воєводство)
Ленчин (пол. Łęczyn) — село в Польщі, у гміні Добеґнев Стшелецько-Дрезденецького повіту Любуського воєводства.
Населення — 52 особи (2011).
У 1975-1998 роках село належало до Гожовського воєводства.

## Демографія
Демографічна структура станом на 31 березня 2011 року:
|          | Загалом | Допрацездатний вік | Працездатний вік | Постпрацездатний вік |
| -------- | ------- | ------------------ | ---------------- | -------------------- |
| Чоловіки | 26      | 1                  | 19               | 6                    |
| Жінки    | 26      | 5                  | 7                | 14                   |
| Разом    | 52      | 6                  | 26               | 20                   |